# فرنسیس دی
فرنسیس دی (انگلیسی: Frances Dee; ۲۶ نوامبر ۱۹۰۹ – ۶ مارس ۲۰۰۴) هنرپیشه اهل ایالات متحده آمریکا بود. وی بین سال‌های ۱۹۳۱ تا ۲۰۰۴ میلادی فعالیت می‌کرد.

## اوایل زندگی
فرنسیس ماریون دی دختر کوچکتر فرانسیس "فرانک" ماریون دی و همسرش، هنریت پاتنم سابق، در لس آنجلس، کالیفرنیا به دنیا آمد، جایی که پدرش به عنوان بازرس خدمات ملکی کار می کرد. 

## گزیده فیلمشناسی
از فیلم‌ها یا برنامه‌های تلویزیونی که وی در آن نقش داشته‌است می‌توان به آثار زیر اشاره کرد.
- زنان کوچک (فیلم ۱۹۳۳) (۱۹۳۳)
- پیرامون اسارت بشری (فیلم ۱۹۳۴) (۱۹۳۴)
- بکی شارپ (۱۹۳۵)
- ولز فارگو (فیلم) (۱۹۳۷)
- با یک زامبی راه رفتم (۱۹۴۳)
- سرزمین شادی (۱۹۴۳)